# Creagrutus gracilis
Creagrutus gracilis es una especie de pez de la familia Characidae en el orden de los Characiformes.

## Morfología
Los machos pueden llegar alcanzar los 7,7 cm de longitud total.

## Hábitat
Vive en zonas de clima tropical.

## Distribución geográfica
Se encuentran en Sudamérica: regiones del Amazonas y  Loreto en Perú, y varias localidades a lo largo de la vertiente oriental de los Andes en Ecuador.